# Zentralrat der Konfessionsfreien (Deutschland)
Der Zentralrat der Konfessionsfreien (bis September 2021 Koordinierungsrat säkularer Organisationen, KORSO) ist ein Dachverband säkularer Organisationen in Deutschland, der die Interessen von Konfessionslosen in Deutschland vertreten will. Er besteht in der Rechtsform eines eingetragenen Vereins mit Sitz in Berlin.

## Geschichte

Logo bis September 2021

Der Verein wurde unter dem Namen Koordinierungsrat säkularer Organisationen (KORSO) im November 2008 als Zusammenschluss säkularer Verbände in Deutschland gegründet. Er ging aus einer informellen Sichtungskommission hervor, die im Jahr 2000 vom Kulturwissenschaftler Horst Groschopp ins Leben gerufen worden war. Gründungspräsident war Frieder Otto Wolf, sein Stellvertreter Carsten Frerk.
Gründungsmitglieder waren:
- Bundesweit wirkende Verbände:
  - Deutscher Freidenker-Verband (DFV)
  - Dachverband freier Weltanschauungsgemeinschaften (DFW), nicht mehr Mitglied
  - Humanistischer Verband Deutschlands (HVD),[5] nicht mehr Mitglied
  - Internationaler Bund der Konfessionslosen und Atheisten (IBKA)
  - Jugendweihe Deutschland e. V.

- Bundesweit wirkende Akademien und Stiftungen
  - Giordano-Bruno-Stiftung (gbs)
  - Humanistische Akademie Deutschland (HAD), nicht mehr Mitglied
  - Stiftung Geistesfreiheit (Hamburg)
  - Stiftung Unitates, nicht mehr Mitglied

- Regionale Organisationen und Stiftungen
  - Humanismus Stiftung Berlin, nicht mehr Mitglied
  - Roter Baum

Die Humanistische Akademie Deutschland und die Humanismus Stiftung Berlin verließen den Verein kurz nach dessen Gründung, zudem die Stiftung Unitates (2017), Humanistischer Verband Deutschlands (2021) und der Dachverband freier Weltanschauungsgemeinschaften (2021). Als neue Mitglieder kamen hinzu: Bund für Geistesfreiheit bfg Bayern (2017), Säkulare Flüchtlingshilfe e. V. (2021) und die Bundesarbeitsgemeinschaft Humanistischer Studierender (2021). Die Deutsche Gesellschaft für Humanes Sterben (DGHS) e. V. war von Herbst 2021 bis Anfang 2022 Mitglied im Zentralrat. Seit 2016 ist der Verein Mitglied im Trägerverein des Humanistischen Pressedienstes.
Im September 2021 beschloss der Verein seine Umbenennung zum Zentralrat der Konfessionsfreien, wurde im März 2022 im Lobbyregister für die Interessenvertretung gegenüber dem Deutschen Bundestag und der Bundesregierung (Nr. R002762) registriert und trat im Mai 2022 im Haus der Bundespressekonferenz mit der Vorstellung von zwölf politischen Reformpunkten („Die Säkulare Ampel“) an die Öffentlichkeit.

## Ziele und Projekte
Der Verband fordert in seiner Grundsatzerklärung die konsequente religiöse bzw. weltanschauliche Neutralität des deutschen Staates. Dessen Aufgabe sei es, die gesellschaftliche Pluralität zu ermöglichen und die Trennung von Staat und Kirche zu vollenden. In diesem Zusammenhang forderte der Verband beispielsweise, dass die Staatsleistungen an die Kirchen eingestellt werden. Der Verein will gegen eine aus seiner Sicht bestehende Diskriminierung von Atheisten und Agnostikern gegenüber religiösen Gruppen, für die Gleichstellung von Religions- und Weltanschauungsgemeinschaften und für die Trennung zwischen Religion und Staat eintreten.
Der Gleichbehandlungsgrundsatz solle für alle Religions- und Weltanschauungsgemeinschaften verwirklicht werden, die auf dem Boden der Verfassung stehen. In der Schule soll ein integratives Pflichtfach zur Wertevermittlung (wie in Berlin „Ethik“ oder in Brandenburg Lebensgestaltung-Ethik-Religionskunde) eingeführt werden. Weiter sollen religiös bzw. weltanschaulich neutrale Sozial-, Kultur- und Bildungseinrichtungen gefördert und Religions- und Weltanschauungsgemeinschaften als freie Träger gleich behandelt werden.
Der Verein fordert ein konsequentes Vorgehen gegen jede Art von Intoleranz, Fremdenfeindlichkeit und Fundamentalismus.
Jedem Mensch soll am Lebensende volle Autonomie über sein Leben gewährt werden und Patientenverfügungen volle rechtliche Gültigkeit haben. Der Dachverband will außerdem erreichen, dass die öffentliche Erinnerungs-, Gedenk- und Trauerkultur so reformiert wird, dass religiös-weltanschauliche Pluralität geachtet und auch die Meinung und Trauer nichtreligiöser Menschen respektiert wird. Den Formen der Fest- und Feierkultur säkularer Organisationen (Namensgebungen, Jugendweihen, Hochzeiten …) soll mehr Respekt entgegengebracht werden.
Der Verein fordert eine eigene Vertretung säkularer Organisationen in Ethikräten, Rundfunkräten, Bundesprüfstellen und weiteren Einrichtungen, sowie eine Gleichbehandlung in den öffentlich-rechtlichen Medien.

## Kritik
Auch innerhalb des organisierten Atheismus in Deutschland ist der Zentralrat umstritten. Wichtige säkulare Verbände wie der Humanistische Verband Deutschlands und die Humanistische Vereinigung gehören nicht zu den Mitgliedsorganisationen. Der Vorsitzende der Humanistischen Vereinigung, Michael Bauer, begründet dies mit inhaltlichen Differenzen. Er sieht im Zentralrat vor allem Organisationen versammelt, die eine teils religionsfeindliche und religionsablehnende Haltung vertreten, während seine Vereinigung ein kollegiales Verhältnis zu Kirchen und Religionsgemeinschaften anstrebe. Ziel sei die Gleichberechtigung von Religiösen und Nichtreligiösen, nicht die Abschaffung von Religionsgemeinschaften. Die Selbstbezeichnung des Zentralrats als Vertretung aller Konfessionsfreien hält Bauer für unzutreffend, da es seiner Ansicht nach keine gemeinsame Wertebasis gebe. Zudem kritisiert er, dass komplexe gesellschaftliche Fragen, wie etwa die Debatte um Suizidbeihilfe, nicht auf ein ausschließlich religiöses Problem reduziert werden könnten.

## Organisation
Der Zentralrat der Konfessionsfreien wird vertreten durch:
Vorsitzender: Philipp Möller
Stellvertretende Vorsitzende: Ulla Bonnekoh
Vorsitzender des Verbandsrates: Rainer Rosenzweig
Stellvertretende Vorsitzende des Verbandsrates: Laura Wartschinski
Schatzmeister: Michael Wladarsch

## Mitgliedsverbände
- Bund für Geistesfreiheit Augsburg
- Bund für Geistesfreiheit bfg Bayern KdöR (bfg Bayern)
- Bund für Geistesfreiheit bfg München KdöR (bfg München)
- Bundesarbeitsgemeinschaft Humanistischer Studierender
- cum ratione – Gesellschaft für Aufklärung und Technik gGmbH
- DA! – Düsseldorfer Aufklärungsdienst e. V.
- Giordano-Bruno-Stiftung (gbs)
- Giordano-Bruno-Stiftung Regionalgruppe Bodensee
- Internationaler Bund der Konfessionslosen und Atheisten (IBKA)
- Jugendweihe Deutschland e. V.
- KORTIZES – Institut für populärwissenschaftlichen Diskurs
- Roter Baum
- Säkulare Flüchtlingshilfe Berlin e. V.- ARR
- Säkulare Flüchtlingshilfe Deutschland
- Säkulares Forum Hamburg e. V.
- Stiftung Geistesfreiheit (Hamburg)

Mit dem Humanistischen Verband Deutschlands besteht eine strategische Partnerschaft.